# Highlanders Football Club
Maillots
Actualités
Le Highlanders FC est un club zimbabwéen de football. Il est basé à Bulawayo.

## Historique
- 1926 : fondation du club sous le nom de Lions FC
- 1936 : le club est renommé Highlanders FC

Ancien logo du club

## Palmarès
- Championnat du Zimbabwe (7)
  - Champion : 1990, 1993, 1999, 2000, 2001, 2002, 2006

- Coupe du Zimbabwe (4)
  - Vainqueur : 1990, 2001, 2013, 2019
  - Finaliste : 2003, 2005

- Trophée de l'Indépendance (5)
  - Vainqueur : 1986, 1988, 1991, 2001, 2002
  - Finaliste : 1983, 1990, 1992, 1998, 2003, 2004, 2005, 2007, 2008, 2010

- Coupe de la Ligue du Zimbabwe (1) 
  - Vainqueur : 1994
  - Finaliste : 2002

- Supercoupe du Zimbabwe (2) 
  - Vainqueur : 2001, 2005
  - Finaliste : 2007, 2008, 2010 et 2019